# Audignies
Audignies ist eine französische Gemeinde im Département Nord in der Region Hauts-de-France. Sie gehört zum Kanton Aulnoye-Aymeries im Arrondissement Avesnes-sur-Helpe.

## Lage
Die Gemeinde Audignies liegt zwölf Kilometer westlich von Maubeuge und sechs Kilometer südlich der Grenze zu Belgien. Sie grenzt im Nordwesten und im Norden an Bavay, im Osten und im Südosten an La Longueville, im Süden an Locquignol und im Südwesten an Mecquignies. Die ehemalige Route nationale 361 führt über Audignies.

## Bevölkerungsentwicklung
| Jahr                       | 1962 | 1968 | 1975 | 1982 | 1990 | 1999 | 2008 | 2013 | 2020 |
| Einwohner                  | 179  | 213  | 165  | 205  | 233  | 260  | 279  | 326  | 374  |
| Quellen: Cassini und INSEE |      |      |      |      |      |      |      |      |      |

## Sehenswürdigkeiten
- Schloss von Audignies, Monument historique

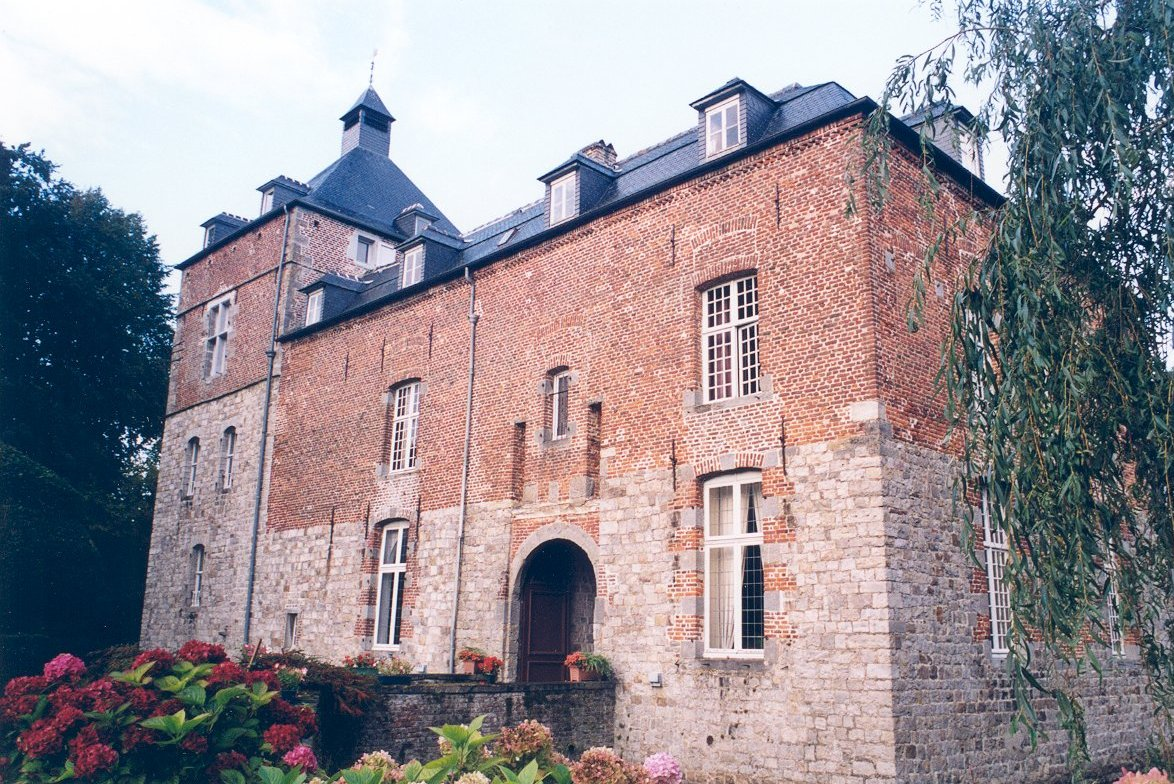
Schloss von Audignies
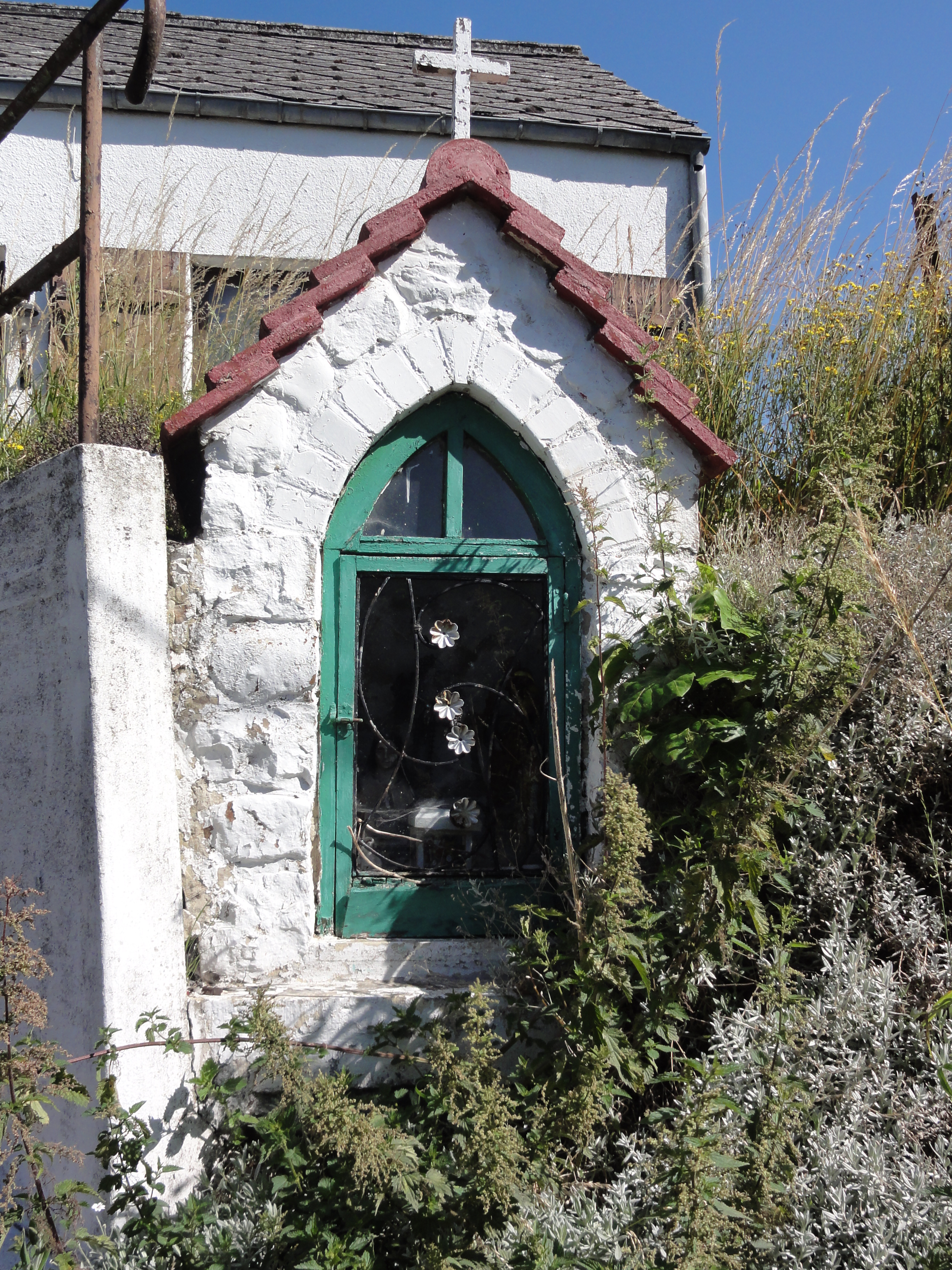
Kleine Kapelle in Audigny

## Persönlichkeiten
- Joseph-Léon Dumont (1884–1945), römisch-katholischer Geistlicher, NS-Opfer